# فورت ساسكاتشوان

مقاطعة البرتا

فورت ساسكاتشوان (بالإنجليزية: Fort Saskatchewan)‏ بلدة كندية في مقاطعة ألبرتا وهي من ضواحي ادمنتون عاصمة المقاطعة.

## جغرافيا
تبلغ مساحتها 48.12 كلم2 وعدد سكانها بحسب إحصائية سنة 2006 حوالي 14,957 نسمة بكثافة 311 نسمة/كلم2. وإحداثياتها هي 53°42′46″N 113°12′47″W / 53.71276, -113.2131.

## المناخ
يظهر الجدول التالي التغييرات المناخية على مدار السنة لفورت ساسكاتشوان:
| البيانات المناخية لـفورت ساسكاتشوان | البيانات المناخية لـفورت ساسكاتشوان | البيانات المناخية لـفورت ساسكاتشوان | البيانات المناخية لـفورت ساسكاتشوان | البيانات المناخية لـفورت ساسكاتشوان | البيانات المناخية لـفورت ساسكاتشوان | البيانات المناخية لـفورت ساسكاتشوان | البيانات المناخية لـفورت ساسكاتشوان | البيانات المناخية لـفورت ساسكاتشوان | البيانات المناخية لـفورت ساسكاتشوان | البيانات المناخية لـفورت ساسكاتشوان | البيانات المناخية لـفورت ساسكاتشوان | البيانات المناخية لـفورت ساسكاتشوان | البيانات المناخية لـفورت ساسكاتشوان |
| الشهر                               | يناير                               | فبراير                              | مارس                                | أبريل                               | مايو                                | يونيو                               | يوليو                               | أغسطس                               | سبتمبر                              | أكتوبر                              | نوفمبر                              | ديسمبر                              | المعدل السنوي                       |
| ----------------------------------- | ----------------------------------- | ----------------------------------- | ----------------------------------- | ----------------------------------- | ----------------------------------- | ----------------------------------- | ----------------------------------- | ----------------------------------- | ----------------------------------- | ----------------------------------- | ----------------------------------- | ----------------------------------- | ----------------------------------- |
| الدرجة القصوى °م (°ف)               | 10.0 (50.0)                         | 15.0 (59.0)                         | 18.9 (66.0)                         | 31.1 (88.0)                         | 33.5 (92.3)                         | 33.4 (92.1)                         | 36.5 (97.7)                         | 36.0 (96.8)                         | 33.3 (91.9)                         | 29.5 (85.1)                         | 19.0 (66.2)                         | 12.5 (54.5)                         | 36.5 (97.7)                         |
| متوسط درجة الحرارة الكبرى °م (°ف)   | −6.5 (20.3)                         | −3.6 (25.5)                         | 1.7 (35.1)                          | 11.3 (52.3)                         | 17.9 (64.2)                         | 21.2 (70.2)                         | 23.3 (73.9)                         | 22.4 (72.3)                         | 17.2 (63.0)                         | 10.3 (50.5)                         | −0.4 (31.3)                         | −5.1 (22.8)                         | 9.1 (48.4)                          |
| المتوسط اليومي °م (°ف)              | −11.9 (10.6)                        | −9.3 (15.3)                         | −3.7 (25.3)                         | 4.9 (40.8)                          | 11.1 (52.0)                         | 15.0 (59.0)                         | 17.1 (62.8)                         | 15.9 (60.6)                         | 10.9 (51.6)                         | 4.4 (39.9)                          | −5.3 (22.5)                         | −10.4 (13.3)                        | 3.2 (37.8)                          |
| متوسط درجة الحرارة الصغرى °م (°ف)   | −17.3 (0.9)                         | −15.0 (5.0)                         | −9.0 (15.8)                         | −1.5 (29.3)                         | 4.3 (39.7)                          | 8.8 (47.8)                          | 10.8 (51.4)                         | 9.4 (48.9)                          | 4.5 (40.1)                          | −1.6 (29.1)                         | −10.2 (13.6)                        | −15.7 (3.7)                         | −2.7 (27.1)                         |
| أدنى درجة حرارة °م (°ف)             | −45.0 (−49.0)                       | −47.5 (−53.5)                       | −45.6 (−50.1)                       | −28.0 (−18.4)                       | −9.5 (14.9)                         | −3.3 (26.1)                         | 0.5 (32.9)                          | −1.0 (30.2)                         | −10.0 (14.0)                        | −24.5 (−12.1)                       | −38.5 (−37.3)                       | −43.9 (−47.0)                       | −47.5 (−53.5)                       |
| الهطول مم (إنش)                     | 24.0 (0.94)                         | 12.4 (0.49)                         | 18.7 (0.74)                         | 24.3 (0.96)                         | 43.1 (1.70)                         | 80.0 (3.15)                         | 92.0 (3.62)                         | 55.4 (2.18)                         | 40.8 (1.61)                         | 20.6 (0.81)                         | 23.3 (0.92)                         | 20.2 (0.80)                         | 454.6 (17.90)                       |
| معدل هطول الأمطار مم (إنش)          | 0.6 (0.02)                          | 0.8 (0.03)                          | 0.5 (0.02)                          | 16.2 (0.64)                         | 41.1 (1.62)                         | 80.0 (3.15)                         | 92.0 (3.62)                         | 55.4 (2.18)                         | 40.8 (1.61)                         | 14.3 (0.56)                         | 2.8 (0.11)                          | 0.7 (0.03)                          | 345.2 (13.59)                       |
| متوسط تساقط الثلوج سم (إنش)         | 23.4 (9.2)                          | 11.6 (4.6)                          | 18.1 (7.1)                          | 8.1 (3.2)                           | 2.0 (0.8)                           | 0.0 (0.0)                           | 0.0 (0.0)                           | 0.0 (0.0)                           | 0.0 (0.0)                           | 6.3 (2.5)                           | 20.5 (8.1)                          | 19.8 (7.8)                          | 109.7 (43.2)                        |
| متوسط أيام هطول الأمطار (≥ 0.2 mm)  | 6.6                                 | 5                                   | 4.3                                 | 6.3                                 | 10.2                                | 13.3                                | 14.2                                | 13.5                                | 10.2                                | 6.8                                 | 6.4                                 | 5.9                                 | 102.6                               |
| متوسط الأيام الممطرة (≥ 0.2 mm)     | 0.14                                | 0.21                                | 0.66                                | 5.1                                 | 10.1                                | 13.3                                | 14.2                                | 13.5                                | 10.2                                | 6                                   | 1.5                                 | 0.18                                | 75                                  |
| متوسط الأيام المثلجة (≥ 0.2 cm)     | 6.5                                 | 4.8                                 | 3.7                                 | 1.5                                 | 0.35                                | 0                                   | 0                                   | 0                                   | 0.07                                | 1                                   | 4.9                                 | 5.8                                 | 28.6                                |
| المصدر #1: Environment Canada       |                                     |                                     |                                     |                                     |                                     |                                     |                                     |                                     |                                     |                                     |                                     |                                     |                                     |
| المصدر #2: Precipitation Days Only  |                                     |                                     |                                     |                                     |                                     |                                     |                                     |                                     |                                     |                                     |                                     |                                     |                                     |

## أعلام
- ألين بيدرسن
- راي فيرنر
- إيفانجلين ليلي
- ويليام هنري وايت
- والت باك